# Nantua
Nantua este un oraș în estul Franței, sub-prefectură a departamentului Ain, în regiunea Ron-Alpi. 
1. ↑  répertoire géographique des communes, accesat în 26 octombrie 2015
2. ↑  dataset of postal codes in France, 1 octombrie 2018